# ابوجندل الکویتی
ابوجندل الکویتی (دههٔ ۱۹۷۰/۱۹۸۰ – ۲۶ دسامبر ۲۰۱۶؛ با نام اصلی عبدالمحسن الزغیلانی الطارش یا عبدالمحسن الظفیری) یکی از مقام‌های بلندپایهٔ داعش بود که به‌عنوان فرمانده نظامی، جذب‌کننده نیرو و تبلیغات‌چی ایفای نقش می‌کرد. او به‌خاطر توانایی‌های فرماندهی‌اش شناخته می‌شد و نزد نیروهای زیردست خود محبوب بود. نیروهای داعش او را «شیر» می‌نامیدند و او در چندین نبرد در سوریه و عراق جنگید. تا اواخر سال ۲۰۱۶، ابوجندل به دومین فرمانده ارشد داعش در سوریه تبدیل شده بود و دفاع از پایتخت غیررسمی آن‌ها یعنی رقه در برابر نیروهای دموکراتیک سوریه را رهبری می‌کرد. او در تاریخ ۲۶ دسامبر ۲۰۱۶ در اثر حملهٔ هوایی آمریکا کشته شد.

## زندگی‌نامه

### دوران اولیه در داعش
به‌طور کلی، اطلاعات نسبتاً کمی دربارهٔ ابوجندل در دست است. نام اصلی او «عبدالمحسن الزغیلانی الطارش» یا «عبدالمحسن الظفیری» گزارش شده است. او در شهر جهرا در کویت به دنیا آمد، احتمالاً در دههٔ ۱۹۷۰ یا ۱۹۸۰ و در مقطعی تحت تأثیر ایدئولوژی جهادگرایانه قرار گرفت و رادیکال شد. در نتیجه، راهی سوریه شد و به گروه دولت اسلامی عراق و شام پیوست. با گذر زمان، او نقش مهمی در جذب اعضای جدید برای داعش از طریق رسانه‌های اجتماعی ایفا کرد، در ویدئوهای تبلیغاتی ظاهر شد و اعدام‌هایی انجام داد. او حتی به مقام ارشد در شورای رسانه‌ای داعش منصوب شد. از این طریق، شهرت زیادی یافت و در زادگاهش جهرا هواداران زیادی پیدا کرد.
مدتی پس از پیوستن به داعش، با جهادگر سوری، رَحَف زینا، ازدواج کرد، اگرچه گزارش‌های دیگر حاکی از آن‌اند که همسرش عراقی بوده است. این زوج در نهایت صاحب پسری به نام جندل شدند و او نیز کنیهٔ «ابوجندل الکویتی» را به‌عنوان یک اسم جنگی برگزید. وی در رده‌های نظامی ارتقاء یافت و به‌دلیل تواضع گزارش‌شده‌اش نزد نیروهای زیردست خود محبوب بود. تا ژوئیه ۲۰۱۴، ابوجندل به‌عنوان فرمانده ارشد «ارتش حسکه» با ۶۰۰۰ نفر نیرو خدمت می‌کرد و شخصاً فرماندهی گردان شوالیه‌ها را بر عهده داشت. به‌مرور، به یک «حل‌کنندهٔ بحران» برای داعش تبدیل شد و گردان تحت فرمانش بعدها به نام «گردان واکنش سریع» شناخته شد. در اوت ۲۰۱۴، ابوجندل در سرکوب وحشیانهٔ شورش قبیله شعیطات مشارکت کرد و حدوداً در سپتامبر همان سال، در درگیری‌های دیرالزور شرکت کرد.

### فرماندهی ارشد در داعش
بین سال‌های ۲۰۱۵ تا ۲۰۱۶، ابوجندل رهبری عملیات‌های مختلف نظامی در عراق و سوریه را بر عهده داشت و به «کمیته جنگ» داعش پیوست. او در این نقش، در طراحی و اجرای حملات انتحاری با خودروی بمب‌گذاری‌شده، بمب دست‌ساز و سلاح شیمیایی علیه نیروهای دشمن مشارکت داشت و ارتباط نزدیکی با ابوبکر البغدادی و همچنین طراحان حملات تروریستی داعش پیدا کرد.
تا دسامبر ۲۰۱۶، ابوجندل به دومین فرمانده مهم داعش در سوریه تبدیل شده بود و در یورش پالمیرا برای بازپس‌گیری تدمر و مناطق اطراف آن از دولت سوریه شرکت کرد. پس از موفقیت این حمله در تاریخ ۱۱ دسامبر، او به رقه منتقل شد و به‌عنوان فرمانده ارشد در دفاع از پایتخت غیررسمی داعش در برابر کارزار رقه به رهبری نیروهای دموکراتیک سوریه منصوب شد. مهم‌ترین وظیفهٔ او محافظت از خطوط تدارکاتی داعش به جبهه‌های شمالی و الباب در غرب بود. در نتیجه، ابوجندل در نبرد برای روستای راهبردی جبر نقش اساسی ایفا کرد. نیروهای داعش که احتمالاً تحت فرماندهی او بودند، در جریان این نبرد در تاریخ ۲۱ دسامبر موفقیت جزئی‌ای به‌دست آوردند و یک گروه از نیروهای نیروهای دموکراتیک سوریه را در روستا محاصره و نابود کردند که در نتیجهٔ آن، «رایان لاک» داوطلب بین‌المللی نیروهای دموکراتیک سوریه برای اینکه اسیر نشود، خودکشی کرد. با این حال، در تاریخ ۲۶ دسامبر، جبر سرانجام به تصرف نیروهای دموکراتیک سوریه درآمد. پس از آن، ابوجندل شخصاً ضدحمله‌ای گسترده را سازمان‌دهی و رهبری کرد. در جریان این حمله، یک حملهٔ هوایی آمریکا کاروان او را در نزدیکی روستا هدف قرار داد و باعث کشته شدن او و محافظانش شد؛ ضدحمله نیز به شکست انجامید. ابوجندل هنگام مرگ در دههٔ سی‌سالگی خود بود.

## میراث
بر پایهٔ گزارش گروه ضربت مشترک ترکیبی – عملیات عزم راسخ، مرگ ابوجندل ضربه‌ای سنگین به داعش وارد کرد و «توانایی داعش برای دفاع از رقه و انجام عملیات‌های خارجی علیه غرب» را تضعیف نمود. داعش در تاریخ ۲۷ دسامبر مرگ او را تأیید کرد و در ویدئویی با عنوان «درهم کوبیدن دشمنان: دربارهٔ نتایج ارتش دولت اسلامی علیه مرتدان پ.ک. ک در حومهٔ ولایت [الرقه]» برای او سوگواری کرد.
پس از مرگ او، گزارش شد که همسرش «رهف زینا» با حسین الظفیری ازدواج کرده است، فردی که احتمالاً برادر ابوجندل و یکی دیگر از فرماندهان داعش بود. در تاریخ ۲۵ مارس ۲۰۱۷، حسین الظفیری و رهف زینا توسط نیروهای امنیتی در مانیل، فیلیپین دستگیر شدند. بلافاصله پس از آن، مقامات امنیتی کویت دو یورش در این کشور انجام دادند و سه عضو دیگر خانوادهٔ ابوجندل و هفت مظنون دیگر را بازداشت کردند. مقامات کویتی اعلام کردند که در این یورش‌ها تجهیزات ساخت بمب کشف کرده‌اند.